# ملکه قرنه

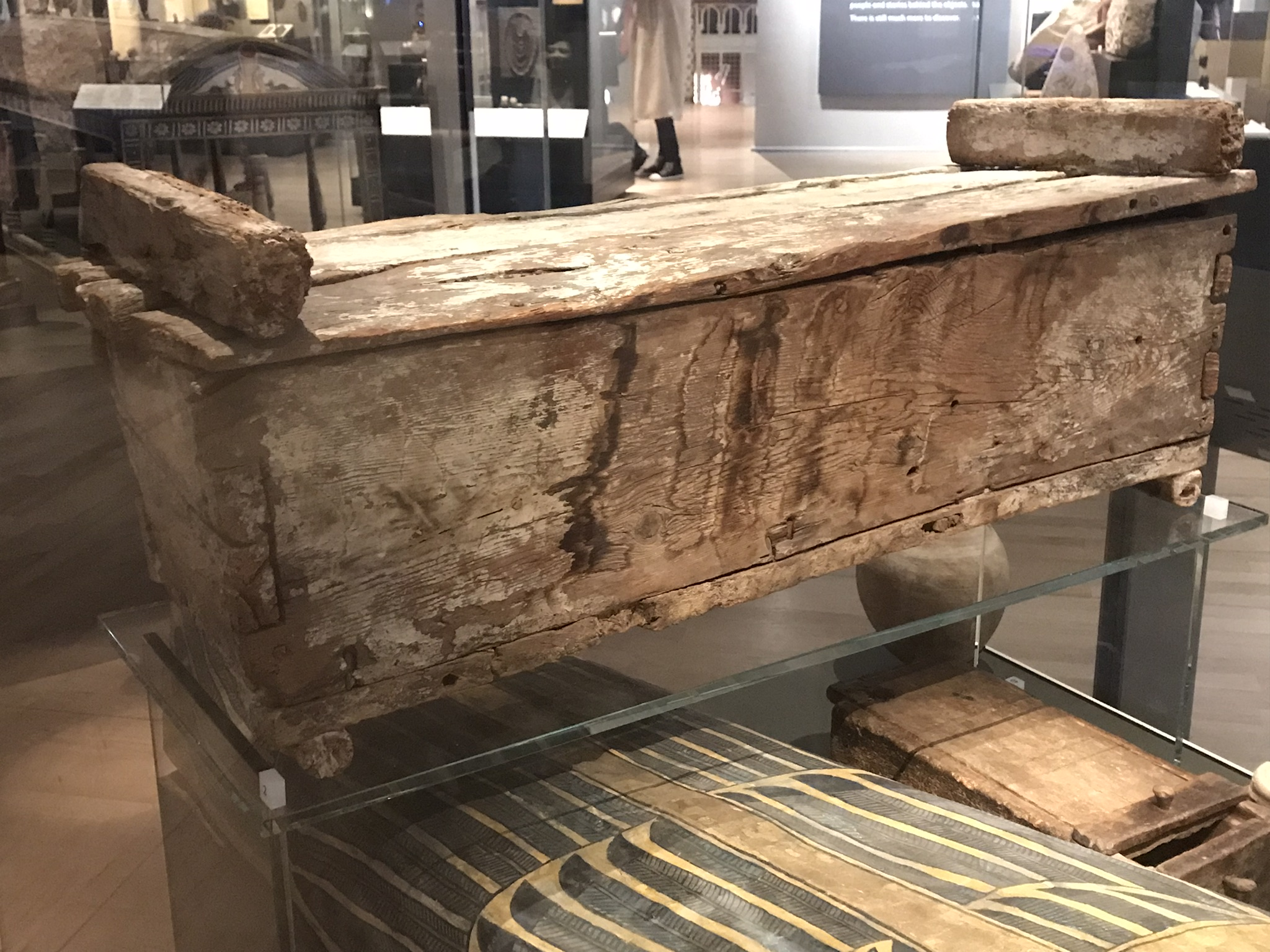
تابوت کودکی در مقبره ملکهٔ قرنه پیدا شد.

ملکهٔ قرنه (انگلیسی: Qurna Queen) زنی از مصر باستان بود که در دوران دودمان هفدهم مصر، حدود سال‌های ۱۶۰۰ تا ۱۵۰۰ پیش از میلاد، زندگی می‌کرد. مومیایی او اکنون در موزه ملی اسکاتلند نگهداری می‌شود. او در هنگام مرگ، در اواخر نوجوانی یا اوایل بیست‌سالگی بود، و مومیایی و تابوتش در الکُهر، در نزدیکی دره پادشاهان کشف شد. تابوت او آسیب دیده بود (احتمالاً به دلیل قرار گرفتن تابوت دیگری روی آن)، و همین باعث شده نام او از بین برود. کیفیت بالای اشیای تدفینی و محل دفن، این احتمال را تقویت کرده‌اند که صاحب این آرامگاه، یکی از اعضای خاندان سلطنتی بوده است. اگر این فرضیه درست باشد، آن‌گاه مجموعهٔ مومیایی‌ها، تابوت‌ها و اشیای تدفینی این مکان، تنها آرامگاه سلطنتی کاملاً سالمی خواهد بود که به‌طور کامل از مصر خارج شده است.

## مومیایی
ملکهٔ قرنه حدود ۱۵۰ سانتی‌متر قد داشته و در اواخر نوجوانی یا اوایل بیست‌سالگی درگذشته است. او در زمان دودمان هفدهم مصر زندگی می‌کرد. بررسی نسبت‌های نیتروژن در اسکلت او نشان می‌دهد که رژیم غذایی‌اش ترکیبی از غذاهای مصری و کوشی بوده است. مشخص نیست که این امر به این دلیل بوده که او در نوبه متولد شده و دوران کودکی‌اش را آن‌جا گذرانده، یا اینکه صرفاً در مصر زندگی می‌کرده و مقدار زیادی غذای نوبیایی مصرف می‌کرده است. همچنین، وجود سفالینه‌هایی از پادشاهی کوش در میان اشیای تدفینی او، نشانهٔ دیگری از ارتباط او با این منطقه است.
در هنگام کشف، او گوشواره‌هایی از طلا، دستبندهای طلا و یک طوق طلایی به همراه داشت. همچنین، کمربندی از حلقه‌های الکتروم (آلیاژی از طلا و نقره) نیز همراهش بود. آن طوق به سبک اولیهٔ شِبیو (Shebyu) طراحی شده و دارای محیط خارجی ۳۸ سانتی‌متر است.
فرایند مومیایی کردن بدن او موفق نبوده و هیچ‌گونه بافت نرم باقی نمانده؛ تنها اسکلت او حفظ شده است. تابوت او از نوع ریشی (rishi) بود؛ نیمی از آن (پایین) از چوب درخت انجیر مصری و درِ آن از چوب درخت گز ساخته شده بود. درِ تابوت با رنگ‌های آبی و زرد نقاشی شده و دارای تزئینات طلایی بود.

## کشف و پیامدها
زن مومیایی‌شده و تابوت او در جریان حفاری‌ای به رهبری فلندرز پتری در تاریخ ۲۹ دسامبر ۱۹۰۸ کشف شدند. ملکه قرنه در آرامگاهش با تابوت و مومیایی کودکی بین دو تا دو و نیم ساله دفن شده بود.
مدت کوتاهی پس از حفاری، مومیایی زن باز شد. سپس، شورای عالی آثار باستانی مصر با انتقال محتویات آرامگاه به خارج از کشور موافقت کرد، به شرط آن‌که این مجموعه به‌صورت کامل و یکجا حفظ شود. مومیایی این زن، به همراه دیگر اشیای تدفینی، به موزه سلطنتی اسکاتلند منتقل شد و تا سپتامبر ۱۹۰۹ به آن‌جا رسید. اشیای طلایی آرامگاه حدود ۳۰ پوند (معادل تقریبی ۳۹۵۰ پوند در سال ۲۰۲۳) ارزش‌گذاری شدند که در آن زمان، بیشترین میزان طلایی بود که دولت مصر تا آن زمان اجازه داده بود از کشور خارج شود.
در سال ۱۹۶۹، تابوت مورد مرمت قرار گرفت و شکاف‌های آن با خمیر فایبرنایل پر شد. سپس در سال ۲۰۱۸، تابوت تحت عملیات حفاظت و پایدارسازی قرار گرفت تا برای نمایش دوباره در سال ۲۰۱۹ در گالری «مصر باستان بازکشف‌شده» آماده شود.